# Lex Canuleia
Lex Canuleia a fost o lege a Republicii Romane votată în anul 445 î.Hr. Numită după tribunul Gaius Canuleius, care o propusese, permitea căsătoria dintre patricieni și plebei, cu dreptul copiilor de a moșteni clasa socială a tatălui.

## Alte nume
- Lex de conubio patrum et plebis